# Зимовий кубок України з футболу серед жінок 2025
Зимовий кубок України з футболу серед жінок 2025 року — 10-та ювілейна зимова першість України серед жінок. 
Матчі проходили на критому манежі навчально-тренувальної бази ФК «Динамо» Київ в Конча-Заспі. Переможцем вчетверте в історії стала полтавська «Ворскла», яка до цього тричі вигравала турнір як харківська команда «Житлобуд-2». В фіналі вона перемогла команду «Колос» в серії післяматчевих пенальті.

## Регламент
Турнір проходив вперше після п'ятирічної перерви та проводився у форматі олімпійскої системи, а не першості на відміну від попередніх років.
Усі етапи зимового кубка складалися з одного матчу. Тривалість матчу складала два тайми по 35 хвилин. У разі нічийного результату переможець визначався у серії післяматчевих пенальті. 

## Учасники
| Команда       | Населений пункт | Старт           |
| ------------- | --------------- | --------------- |
| «ЕМС-Поділля» | Вінниця         | попередній етап |
| «Оболонь»     | Київ            | попередній етап |
| «Пантери»     | Умань           | попередній етап |
| «Полісся»     | Житомир         | попередній етап |
| «Ворскла»     | Полтава         | чвертьфінал     |
| «Колос»       | Ковалівка       | чвертьфінал     |
| «Кривбас»     | Кривий Ріг      | чвертьфінал     |
| «Ладомир»     | Володимир       | чвертьфінал     |
| «Сістерс»     | Одеса           | чвертьфінал     |
| «Шахтар»      | Донецьк         | чвертьфінал     |

## Матчі

### Попередній етап
| Команда 1 | Рахунок | Команда 2     |
| --------- | ------- | ------------- |
| «Полісся» | 1:0     | «Оболонь»     |
| «Пантери» | 1:2     | «ЕМС-Поділля» |

### Чвертьфінали
| Команда 1 | Рахунок | Команда 2     |
| --------- | ------- | ------------- |
| «Колос»   | 4:0     | «Кривбас»     |
| «Ворскла» | 3:0     | «Ладомир»     |
| «Сістерс» | 3:0     | «ЕМС-Поділля» |
| «Шахтар»  | 0:1     | «Полісся»     |

### Півфінали
| Команда 1 | Рахунок | Команда 2 |
| --------- | ------- | --------- |
| «Колос»   | 7:1     | «Полісся» |
| «Ворскла» | 4:0     | «Сістерс» |

### Матч за 3-те місце
| Команда 1 | Рахунок | Команда 2 |
| --------- | ------- | --------- |
| «Сістерс» | 2:1     | «Полісся» |

## Фінал
| 7 лютого 2025 13:00 |

| «Колос» | 1:1      | «Ворскла»                                                                                            |
| --- | -------- | --- |
| Віолета Тян 6'                                                                                             | Протокол | Ольга Осіпян 20'                                                                                     |
| | Пенальті | |
| Даяна Семків · Даріна Краснобородько · Софія Соломаха · Анастасія Вороніна · Надія Куніна · Світлана Когут | 3:4      | Вікторія Радіонова · Яна Котик · Аріна Кравець · Ірина Подольська · Яна Калініна · Марія Амель Талеб |

| НТБ «Динамо» Конча Заспа Арбітр: Людмила Тельбух |

## Лауреати турніру
УАФ нагородила учасників турніру індивідуальними призами:
- Найкраща воротарка — Катерина Самсон («Ворскла»)
- Найкраща захисниця — Яна Котик («Ворскла»)
- Найкраща півзахисниця — Вероніка Андрухів («Колос»)
- Найкраща нападниця — Ольга Бойченко («Сістерс»)
- Найкраща бомбардирка — Віолетта Тан («Колос»)